# Call of Duty: Modern Warfare 2 (videojuego de 2022)
Call of Duty: Modern Warfare II (abreviado COD: MW II) es un videojuego de disparos en primera persona desarrollado por Infinity Ward y publicado por Activision. Es la decimonovena entrega de la serie Call of Duty, que sirve como secuela de el reinicio de 2019  de la subserie Modern Warfare. El juego fue lanzado el 28 de octubre de 2022, para PlayStation 4, PlayStation 5, Windows, Xbox One y Xbox Series X/S.
Al igual que su predecesor, el juego tiene lugar en un entorno realista y moderno. La campaña sigue a la unidad multinacional de operaciones especiales Task Force 141 y a Fuerzas Especiales Mexicanas unidad Los Vaqueros mientras intentan rastrear al líder terrorista Hassan Zyani, que está en posesión de misiles balísticos de fabricación estadounidense. Desarrollado por una nueva versión del motor IW, Modern Warfare II continúa soportando multijugador multiplataforma y también cuenta con un modo free-to-play battle royale, Warzone 2.0, una continuación del original Warzone, todo dentro de un solo lanzador cruzado, conocido como Call of Duty HQ.
Modern Warfare II recibió críticas generalmente favorables de los críticos. Fue un éxito comercial y rompió varios récords para la serie, incluyendo convertirse en el juego Call of Duty más rápido en generar US$1 billón de dólares en ingresos. Una secuela, titulada Modern Warfare III, se lanzó el 10 de noviembre de 2023.

## Desarrollo del videojuego
Call of Duty: Modern Warfare II Fue Desarrollado por Infinity Ward junto con una nueva versión del título de Battle Royale Call of Duty: Warzone llamado Warzone 2.0 o Warzone 2 , y ambos juegos utilizan una nueva versión del motor IW. El nuevo motor actualizado presenta un sistema de materiales basado en la física, un nuevo sistema híbrido de transmisión basado en mosaicos, un nuevo sistema de renderizado de calcomanías PBR, iluminación volumétrica mundial, 4K HDR, así como una nueva tubería de geometría de GPU.

## Jugabilidad
Modern Warfare II trae varios cambios a la jugabilidad en todos los ámbitos. Se han promocionado varios cambios nuevos, como un sistema de IA avanzado en los modos de campaña y cooperativo, física del agua y mecánica de natación, así como un sistema de vehículos revisado. El sistema Gunsmith también se renueva, lo que permite a los jugadores ajustar accesorios específicos para adaptarse a sus estilos de juego.
El multijugador de Modern Warfare II , además de los modos de regreso favoritos de los fanáticos, presenta varios modos de juego nuevos: Duelo, donde dos equipos intentan capturar un paquete con vidas limitadas; y Rescate de prisionero, donde un equipo atacante intenta sacar a un rehén mientras un equipo defensor lo previene fortaleciendo las defensas alrededor del rehén. También Fue confirmado en su momento, El Regreso del Modo Cooperativo  

## Modos de juego
Actualmente el juego cuenta con una gran variedad de modos de juegos multijugador, con los cuales poder disfrutar de Call of Duty: Modern Warfare II durante horas y horas con tus amigos o en solitario.
En la sección de partida rápida se encuentran los típicos modos de juego y alguna novedad, estos son:
- Duelo por equipos: Eliminar tu y tu grupo al grupo enemigo, el que consiga más bajas al cabo de 10 minutos o consiga 100 puntos gana la partida.
- Contra todos: No hay grupos, todos son enemigos, el que consiga más bajas en 10 minutos o consiga 30 puntos gana junto a los dos siguientes jugadores con mejores calificaciones.
- Dominio: Tomar el control de los objetivos junto a tu equipo y defenderlos, el equipo que llegue a 200 puntos gana.
- Buscar y destruir: Dos equipos se alternan entre activar y desactivar una bomba, este modo no tiene reapariciones, el equipo que consiga defender su objetivo tras dos minutos gana la partida, también se gana si eliminas a todos los jugadores enemigos sin que el rival haya plantado la bomba, si ha plantado ganaras cuando desactives.
- Cuartel general: Dos equipos luchan por conquistar, dominar y atrincherarse en el cuartel general, el equipo que controla el cuartel no dispone de reapariciones, gana el equipo que consiga 200 puntos o el que más puntos tenga al cabo de 5 minutos.
- Baja confirmada: Eliminar tu y tu grupo al grupo enemigo, cuando el enemigo muere dejara caer una chapa, el equipo que más chapas enemigas coja en 10 minutos gana, también se ganara cuando se llegue a 65 chapas recogidas.
- Punto caliente: Dos equipos lucharán por tomaran un punto, gana el equipo que más puntos tenga en 5 minutos o el equipo que llegue a 250 puntos.
- Rescate de prisioneros: El objetivo es localizar a los rehenes y extraerlos o defenderlos.
- Noqueo: Dos equipos luchan por la defensa de un paquete, el que consiga defenderlos o eliminando al equipo enemigo gana, no hay reapariciones, hay reanimaciones para poder salvar a tus compañeros.

Contamos también con modos de juego más amplios y duraderos al estilo Battlefield: Guerra terrestre e invasión.

## Configuraciones
Modern Warfare II es una continuación del reinicio de 2019 y varios personajes regresarán que son: Capitán Price, Kyle "Gaz" Garrick, Simon "Ghost" Riley, John "Soap" MacTavish, la jefa de estación de la CIA , Kate Laswell, y la líder rebelde de Urzikstani, Farah Karim. Los nuevos personajes incluyen al coronel de las fuerzas especiales mexicanas Alejandro Vargas y al director general de la organización mercenaria Shadow Company, el comandante Phillip Graves.

## Campaña
| Misión                | País                                          | Localización/es                | Localización/es                  | Fecha                  | Personaje                                 |
| Misión                | País                                          | Juego                          | Real                             | Fecha                  | Personaje                                 |
| --------------------- | --------------------------------------------- | ------------------------------ | -------------------------------- | ---------------------- | ----------------------------------------- |
| Asalto                |                                               | Al Mazrah, Adal                | Cáucaso                          | 15 de julio de 2022    | Simon «Ghost» Riley                       |
| Matar o capturar      |                                               | Al Mazrah, Adal                | Cáucaso                          | 28 de octubre de 2022  | John «Soap» MacTavish                     |
| Aguas sangrientas     | Bandera de los Países Bajos                   | Ámsterdam, Países Bajos        | Ámsterdam, Países Bajos          | 28 de octubre de 2022  | Kyle «Gaz» Garrick                        |
| El arte del espionaje | Bandera de los Países Bajos                   | Ámsterdam, Países Bajos        | Ámsterdam, Países Bajos          | 29 de octubre de 2022  | Kyle «Gaz» Garrick                        |
| Frontera              | Bandera de Estados Unidos · Bandera de México | Frontera México-Estados Unidos | Frontera México-Estados Unidos   | 29 de octubre de 2022  | Rodolfo Parra                             |
| Protección del cartel | Bandera de México                             | Las Almas                      | Ciudad Juárez                    | 30 de octubre de 2022  | John «Soap» MacTavish                     |
| Apoyo aereo           | Bandera de México                             | Las Almas                      | Afueras de Ciudad Juárez         | 30 de octubre de 2022  | Shadow-1 TV Operator                      |
| Punto caliente        | Bandera de México                             | Las Almas                      | Afueras de Ciudad Juárez         | 30 de octubre de 2022  | Shadow-1 TV Operator                      |
| Reconocimiento letal  | Bandera de España                             | España                         | Cabo Vilán, Camariñas, La Coruña | 31 de octubre de 2022  | Kyle «Gaz» Garrick                        |
| Presión y violencia   |                                               | Urzikistán                     | Cáucaso                          | 1 de noviembre de 2022 | Kyle «Gaz» Garrick                        |
| El sin nombre         | Bandera de México                             | Las Almas                      | Ciudad Juarez                    | 1 de noviembre de 2022 | John «Soap» MacTavish                     |
| Marea negra           | Bandera de México                             | Golfo de México                | Golfo de México                  | 2 de noviembre de 2022 | John «Soap» MacTavish                     |
| Lobo solitario        | Bandera de México                             | Las Almas                      | Ciudad Juárez                    | 3 de noviembre de 2022 | John «Soap» MacTavish                     |
| La fuga               | Bandera de México                             | Las Almas                      | Afueras de Ciudad Juárez         | 3 de noviembre de 2022 | John «Soap» MacTavish                     |
| Retrospección         |                                               | Al Mazrah, Adal                | Cáucaso                          | 12 de agosto de 2022   | Dipaolo                                   |
| Equipo Ghost          | Bandera de México                             | Las Almas                      | Ciudad Juárez                    | 3 de noviembre de 2022 | John «Soap» MacTavish Kyle «Gaz» Garrick  |
| Cuenta regresiva      | Bandera de Estados Unidos                     | Chicago, Estados Unidos        | Chicago, Estados Unidos          | 4 de noviembre de 2022 | John «Soap» MacTavish Simon «Ghost» Riley |

En julio de 2022, El Task Force 141, bajo el mando del general Herschel Shepherd, lleva a cabo un ataque con misiles quirúrgicos contra las fuerzas iraníes respaldadas por Rusia, asesinando al general iraní Ghorbrani durante un negocio de armas en Al Mazrah. En octubre, el lugarteniente de Ghorbrani, el mayor de las Fuerzas Quds, Hassan Zyani, se involucra en la financiación de actividades terroristas y busca vengarse de Estados Unidos. Las actividades de Hassan llaman la atención de Shepherd y la jefa de la estación de la CIA, Kate Laswell, quienes ordenan a los Marine Raiders , liderados por los agentes del Task Force 141, el teniente Simon "Ghost" Riley y el sargento John "Soap" MacTavish, que detengan a Hassan en Al Mazrah. Ghost y Soap no logran capturar a Hassan, pero descubren que estaba en posesión de un misil balístico estadounidense.
Laswell y los agentes del Task Force 141, el Capitán John Price y el Sargento Kyle "Gaz" Garrick, persiguen a uno de los mensajeros de Hassan en Ámsterdam y se enteran de que Hassan ha recibido protección y se ha aliado con el Cartel de Las Almas, y actualmente se encuentra en México. Después de un intento fallido de detenerlo en la frontera entre México y Estados Unidos, el coronel de las Fuerzas Especiales mexicanas Alejandro Vargas y su segundo al mando, el sargento mayor Rodolfo Parra, junto con su unidad Los Vaqueros, participan en una operación conjunta con Ghost, Soap y Shadow. Company, una PMC bajo el mando directo de Shepherd y dirigida por su director ejecutivo, Phillip Graves, para capturar a Hassan. Aunque tuvieron éxito, se ven obligados a liberarlo para evitar consecuencias políticas con Irán, ya que carecen de las pruebas definitivas necesarias para arrestarlo.
Los datos pirateados del teléfono de Hassan llevan a Price, Laswell y Gaz a Cape Vilan, donde descubren que Las Almas poseía dispositivos GPS para misiles de fabricación rusa. Cuando Laswell es capturada por el grupo terrorista Al-Qatala, Price y Gaz la localizan y la salvan en Urzikstan, con la ayuda de sus antiguos aliados Nikolai y Farah Karim. Mientras tanto, Alejandro y Soap logran capturar al líder de Las Almas, "El Sin Nombre", que se revela como la ex camarada de las fuerzas especiales de Alejandro, Valeria Garza. Valeria revela que uno de los misiles está en una plataforma petrolera en el Golfo de México, lo que provocó una incursión liderada por el Task Force 141, Shadow Company y Alejandro para impedir su lanzamiento. A pesar de la misión exitosa, Graves y Shadow Company traicionan a Alejandro y al Task Force 141 bajo las órdenes de Shepherd. Graves captura a Alejandro y se apodera de la base de operaciones de Los Vaqueros, mientras Ghost y Soap huyen a Las Almas mientras Shadow Company masacra a sus residentes en busca de Hassan. Con la ayuda de Rodolfo, Laswell, Price y Gaz, Ghost y Soap Logran Liberar A Alejandro y Los Vaqueros De una Vieja Prision 
Laswell revela que Shepherd y Graves fueron responsables de una misión ilegal de transporte de misiles en agosto destinada a ayudar a los aliados estadounidenses en el Medio Oriente. El transporte fue emboscado por un PMC ruso conocido como Grupo Konni, y los tres misiles balísticos fueron robados, lo que obligó a Shepherd a encubrir el fracaso de la misión. Price confronta a Shepherd por las revelaciones y promete perseguirlo cuando se elimine la amenaza actual. El Task Force 141 y Los Vaqueros logran retomar la base de este último y aparentemente matar a Graves, al tiempo que se enteran por Valeria de que Hassan está en Chicago. El equipo frustra por poco el plan de Hassan, detonan su misil en ruta al Pentágono: Ghost Logra Matar Personalmente A Hassan en la Cabeza Antes de que Arrojara a Soap del edificio.
Posteriormente en un bar, Laswell informa a 141 sobre el nuevo líder de los ultranacionalistas rusos responsable de la fallida operación de Shepherd, a quien Price identifica como Vladimir Makarov.
En una escena de mitad de créditos, una célula terrorista rusa se prepara para secuestrar un avión. Reciben un mensaje de texto de Makarov, quien les dice que no hablen ruso durante el secuestro.

## Armería
| Fusiles de asalto         | Fusiles de combate          | Subfusiles          | Escopetas                  | Pistolas                 | Ametralladoras ligeras | Fusiles de precisión         | Fusiles de francotirador   | Lanzadores |
| ------------------------- | --------------------------- | ------------------- | -------------------------- | ------------------------ | ---------------------- | ---------------------------- | -------------------------- | ---------- |
| Lachmann-556              | FTac Recon                  | Lachmann Sub        | Expedite 12                | X12                      | 556 Icarus             | LM-S                         | Señal 50                   | PILA       |
| M4                        | Lachmann-762                | FSS Hurricane       | Lockwood 725               | X13 Auto                 | RAPP H                 | Lockwood MK2                 | Barrett MRAD               | JOKR       |
| M16                       | SCAR-H                      | Fennec 45           | Bryson 800                 | Bruen .45                | SAKIN MG38             | EBR-14                       | Victus XMR (Temporada 1)   | RPG-7      |
| Kastov-74u                | Cronen Squall (Temporada 3) | P90                 | KV Broadside (Temporada 2) | .50 GS                   | RAAL MG                | SP-R 208                     | FJX Imperium (Temporada 3) |            |
| TAQ-56                    |                             | LMP                 |                            | FTAC Siege (Temporada 3) | RPK                    | Ballesta (Temporada 2)       |                            |            |
| M13                       |                             | K-Bloc              |                            | GS Magna (Temporada 3)   |                        | Tempus Torrent (Temporada 2) |                            |            |
| STG A3                    |                             | KF5                 |                            |                          |                        |                              |                            |            |
| Kastov 545                |                             | Zyklov 9            |                            |                          |                        |                              |                            |            |
| Kastov 762                |                             | BAS-P (Temporada 1) |                            |                          |                        |                              |                            |            |
| M13B (Temporada 1)        |                             |                     |                            |                          |                        |                              |                            |            |
| Chimera (Temporada 1)     |                             |                     |                            |                          |                        |                              |                            |            |
| ISO Hemlock (Temporada 2) |                             |                     |                            |                          |                        |                              |                            |            |

## Mercadotecnia

### Revelación
En febrero de 2022, Activision confirmó que se lanzaría una secuela de Call of Duty: Modern Warfare ese mismo año, junto con una nueva versión del título de Battle Royale gratuito. El título del juego, Modern Warfare II , y el logotipo se revelaron en las redes sociales el 28 de abril de 2022. Un mes después, Activision lanzó otro adelanto, que presentaba las artes clave de los personajes principales del juego, así como una fecha de lanzamiento del 28 de octubre de 2022. El 2 de junio de 2022, se lanzó un tráiler de acción en vivo, ese mismo día, Steam respondió a un tuit del Twitter oficial de Call of Duty. Cuenta, lo que sugiere fuertemente que el juego se lanzaría en Microsoft Windows a través de la plataforma Steam, además de Battle.net. El primer tráiler del juego se lanzó el 8 de junio y muestra la jugabilidad del modo campaña. Modern Warfare II marca la primera vez desde Call of Duty: WWII de 2017 que se lanza un título de Call of Duty en la plataforma Steam.

### Lanzamiento y versiones
Modern Warfare II se lanzó en todo el mundo el 28 de octubre de 2022. Las personas que hicieron una reserva anticipada, tuvieron un acceso más temprano a la beta del modo multijugador. Existen dos versiones del videojuego siendo una de ellas Lote de Multigeneración que incluye una versión para PlayStation 4, PlayStation 5 y el acceso anticipado a la beta, por el coste de 80$/€ y la otra versión siendo la Edición de Archivo que además de incluir lo anterior, también contiene un paquete clásico para el operador de Ghost, un lote de aspectos del Equipo Rojo 141, Lote de armas y el pase de batalla + 50 omisiones de este mismo en su primera temporada por el coste de 110$/€.

## Recepción
Call of Duty: Modern Warfare 2 recibió críticas "generalmente favorables", según el agregador de críticas Metacritic.
The Guardian dio al juego 4 de 5 estrellas, escribiendo: "en nuestra época de combates tecnológicos fríamente distanciados, de vehículos policiales blindados en las calles de las ciudades, de protestas sangrientamente reprimidas, podríamos preguntarnos por qué delicias tan violentas como Modern Warfare siguen teniendo un lugar en el calendario del entretenimiento. Es algo sobre lo que he reflexionado a lo largo de las muchas horas que he pasado disfrutando a fondo de este ridículo juego. Es algo sobre lo que tal vez seguiré reflexionando en las muchas, muchas horas venideras".
En un análisis mayoritariamente positivo de la campaña, GameSpot escribió: "me sorprendió gratamente lo mucho que disfruté de la libertad para afrontar los escenarios a mi manera, incluyendo todos los robos de coches. La variedad de localizaciones de una misión a otra también hizo que nunca hubiera un momento de aburrimiento. El tiempo que pasé con Modern Warfare 2 y Task Force 141 fue una pasada, y realmente parece que Infinity Ward creó esta campaña como una lista de grandes éxitos de la serie. Mi sorprendente disfrute de los nuevos escenarios de mundo abierto y la nueva maniobrabilidad me da la esperanza de que estos elementos de libertad se conviertan en un elemento más de la franquicia, y ese es un futuro para Call of Duty que puedo apoyar", pero también señaló que "por desgracia, el paquete en su conjunto se siente carente y la personalización de las armas es demasiado compleja".
Por otro lado, en sus notas más negativas, como la de GameRant, se puede leer: "con el tiempo, Modern Warfare 2 debería llegar a un punto en el que se convierta en una recomendación fácil para los fans de los shooters, pero en su estado actual está poco cocinado y es decepcionante". Otra reseña negativa fue otorgada por Diario Diez, que dijo: "podemos decir, con completa seguridad, que Call of Duty: Modern Warfare 2 mejorará, y probablemente se convierta en un juego indispensable para los amantes de los juegos de disparos. Pero de momento, su estado actual es deplorable y da mucha lástima, considerando que Call of Duty: Modern Warfare de 2019 se convirtió en el mejor juego de la franquicia, que su secuela se vea de esta forma, es simplemente triste".

### Ventas
Call of Duty: Modern Warfare 2 se convirtió en el juego de Call of Duty que más rápido se ha vendido de todos los tiempos. El juego también obtuvo 800 millones de dólares en ventas físicas en sus tres primeros días de lanzamiento, superando al anterior récord de la serie, Call of Duty: Modern Warfare 3, lanzado en 2011. En el Reino Unido, Modern Warfare 2 se convirtió en el juego más vendido en su semana de lanzamiento. En Japón, la versión para PlayStation 4 de Call of Duty: Modern Warfare 2 vendió 24 371 copias físicas en su primera semana de lanzamiento, convirtiéndose en el segundo juego más vendido de la semana en el país. La versión para PlayStation 5 vendió 17 710 copias físicas en Japón durante la misma semana, situándose en el número seis de la lista de ventas de videojuegos en todos los formatos. Actualmente Call of Duty: Modern Warfare 2 ha superado los mil millones de dólares en ventas a nivel mundial en 10 días, colocándose así en el primer título de la saga superando esta cifra, ya que anteriormente lo tenía Call Of Duty Black ops II vendiendo mil millones de dólares en 15 días.

### Polémicas
Uno de los mapas del modo multijugador del juego se desarrolla en los interiores de un hotel ficticio ubicado en Ámsterdam, llamado Hotel Breenbergh. El 1 de noviembre, medios neerlandeses informaron que el Hotel Conservatorium, también ubicado en Ámsterdam, manifestó que el edificio de Call of Duty: Modern Warfare 2 era idéntico a ellos, y que solo habían cambiado el nombre. Informaron que procederían legalmente por esta "aparente y no deseada participación en el juego", pues "no apoyan el uso de la violencia, y el juego no refleja sus valores corporativos".